# AMAP ADS
AMAP ADS — AMAP Active Defence System — комплекс активного захисту бойових броньованих машин (ББМ).
AMAP ADS розроблений німецькою компанією ADS Gesellschaft für Aktive Schutzsysteme, дочірнім підрозділом компанії IBD Deisenroth Engineering, як складова частина і один з сегментів єдиної концепції загально-ракурсного захисту бойових машин Advanced Modular Armor Protection або AMAP. Завдяки модульним принципам побудови, концепція захисту AMAP застосовна для бойових броньованих машин різного призначення і різних вагових категорій. На малих відстанях КАЗ AMAP-ADS дозволяє створювати загально-ракурсний захист машини по повній сфері з рівнем захищеності, що не реалізовуються при використанні одних лише пасивних компонентів захисту.

## Конструктивне рішення комплексу

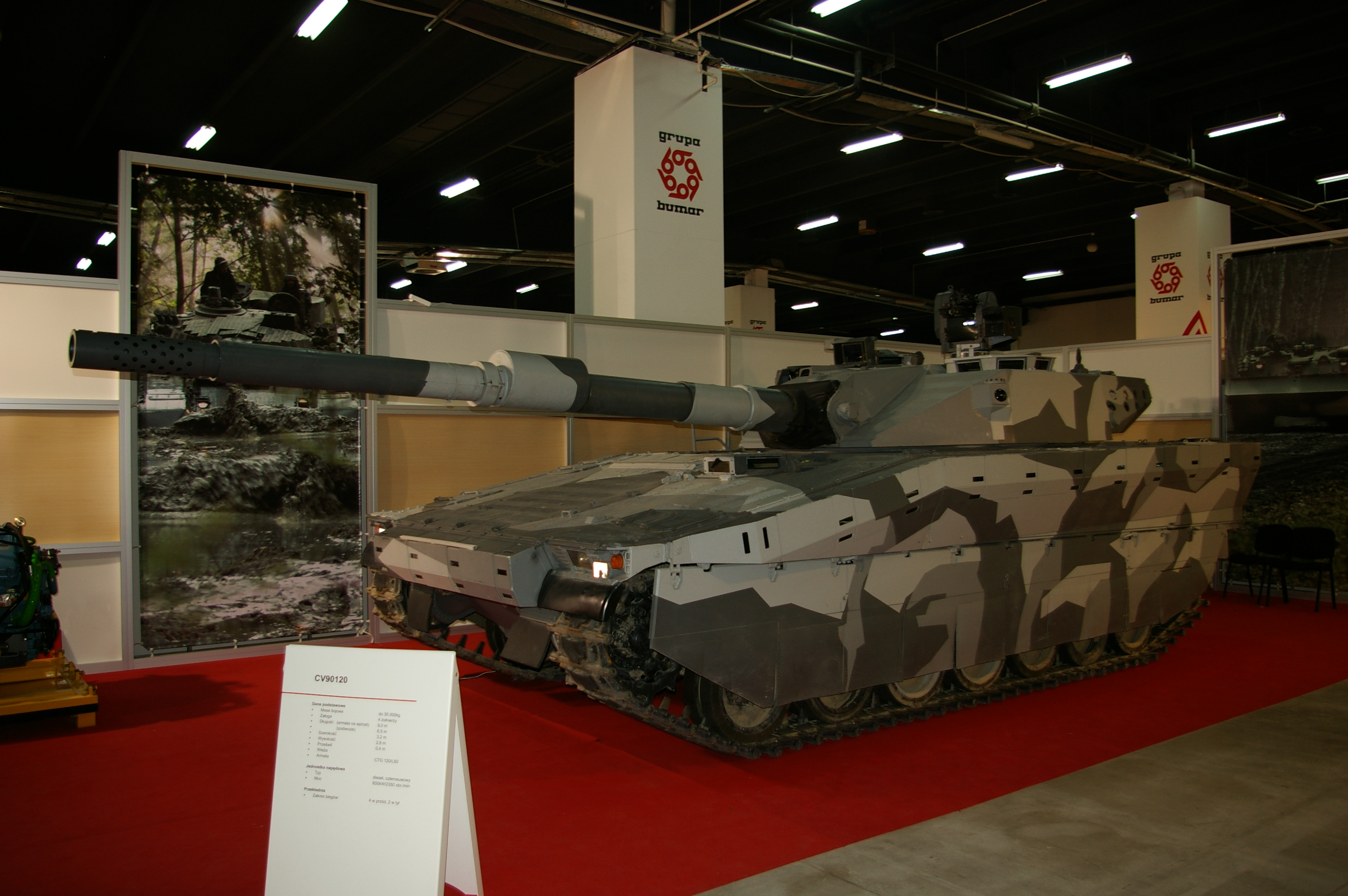
Дослідний зразок бойової машини CV90120, оснащеної КАЗ AMAP ADS

Комплекс AMAP-ADS складається з двоступеневої системи датчиків, в якій датчик попередження сканує свій конкретний сектор щодо наявності будь-яких об'єктів, що наближаються аж до приблизно 10 м, і в разі виявлення, передає дані на другий датчик. Система датчиків, яка відповідає за протидію загрозі, відстежує, вимірює і визначає тип снаряда. Всі дані передаються на центральний комп'ютер, який видає команду на запуск протиснаряда.
Схема дії — спеціальний детектор визначає, звідки ведеться вогонь, потім бортовий комп'ютер обчислює траєкторію польоту боєприпасу і дає команду пристрою, яке знищує його на підльоті. AMAP-ADS вимагає 560 мікросекунд (тобто тільки 0,56 мс) для всієї процедури захисту, починаючи від виявлення і повної ліквідації загрози.
За даними розробника, комплекс AMAP-ADS здатний вражати кумулятивні боєприпаси засобів ближнього бою, типу РПГ-7, ПТУР, а також бронебійні підкаліберні снаряди протитанкової зброї.
Конструкція комплексу модульна і може бути адаптована практично до широкого спектра транспортних засобів, її маса 140 кг для легкових автомобілів і до 500 кг для важких машин.
Разом з тим, згідно із заявою Ульфа Дайзенрота (нім. Ulf Deisenroth), президента і генерального директора компанії IBD Deisenroth Engineering, слід враховувати, що «... навіть високоефективний комплекс активного захисту (КАЗ) широкого спектра дії завжди повинен "спиратися" на значну масу пасивного захисту, що залежить від вагової категорії машини. Наприклад, тепер можна говорити, що для ББМ легкої вагової категорії, оснащених КАЗ від поразки кумулятивними засобами ближнього бою і легкими ПТКР, рівень 4 STANAG 4569 є мінімально необхідним. Відповідно до захисту машин середньої категорії пред'являються вищі вимоги, включаючи вимоги щодо захисту від імпровізованих вибухових пристроїв певного типу та інших засобів ураження, вимоги, здійсненні виключно за рахунок збільшення маси пасивної броні. Помилки щодо можливостей машини зі слабким рівнем бронювання, оснащеної високоефективним комплексом активного захисту, є нереалістичними і ні на чому не засновані».

## Використання
Дослідні зразки-прототипи AMAP-ADS пройшли випробування на декількох бойових машинах, включаючи БМП Marder, SEP, CV90120 і AMV. На початку 2011 року укладено контракт з компанією ADS Gesellschaft für Aktive Schutzsysteme на поставку неназваній державі в Азії КАЗ AMAP-ADS для захисту бойових машин які стоять на озброєнні. Водночас збройні сили ряду європейських держав розглядають питання про придбання комплексу. З урахуванням цієї обставини, компанія Rheinmetall Defence збільшила свою частку в спільному бізнесі ADS Gesellschaft für Aktive Schutzsysteme з 25 до 75 відсотків. Частка IBD Deisenroth Engineering тепер становить 25 відсотків.